# Gülşah Kocatürk
Gülşah Kocatürk (ur. 1 stycznia 1986 w Izmir) – turecka judoczka, uczestniczka igrzysk olimpijskich w Londynie w 2012 roku.

## Życiorys

### Igrzyska śródziemnomorskie
Studiowała wychowanie fizyczne na Uniwersytecie Balıkesir.
Zdobyła brązowy medal na Igrzyskach Śródziemnomorskich 2009 w wadze powyżej 78 kg. W tym samym roku zdobyła srebrny medal na Judo Cup w Madrycie. Na Mistrzostwach Europy Juniorów w 2008 roku w Zagrzebiu zdobyła złoto.

### Igrzyska olimpijskie
Zakwalifikowała się do udziału w Letnich Igrzyskach Olimpijskich w 2012 roku, gdzie przegrała w drugiej rundzie z Iryną Kindzerską.